# Saint-Germain-de-Coulamer
Saint-Germain-de-Coulamer ist eine französische Gemeinde mit 329 Einwohnern (Stand: 1. Januar 2022) im Département Mayenne in der Region Pays de la Loire; sie gehört zum Arrondissement Mayenne und zum Kanton Villaines-la-Juhel. 

## Geographie
Saint-Germain-de-Coulamer liegt etwa 50 Kilometer ostnordöstlich von Laval und etwa 25 Kilometer südwestlich von Alençon. Umgeben wird Saint-Germain-de-Coulamer von den Nachbargemeinden Saint-Mars-du-Désert im Norden, Saint-Georges-le-Gaultier im Nordosten, Mont-Saint-Jean im Osten und Südosten, Saint-Pierre-sur-Orthe im Süden und Westen, Saint-Thomas-de-Courceriers im Westen sowie Courcité im Nordwesten.

## Bevölkerungsentwicklung
| 1962                       | 1968 | 1975 | 1982 | 1990 | 1999 | 2006 | 2019 |
| -------------------------- | ---- | ---- | ---- | ---- | ---- | ---- | ---- |
| 655                        | 602  | 501  | 432  | 388  | 393  | 399  | 335  |
| Quellen: Cassini und INSEE |      |      |      |      |      |      |      |

## Sehenswürdigkeiten
- Kirche Saint-Germain aus dem 19. Jahrhundert
- Herrenhaus von Classé aus dem 15./16. Jahrhundert, Monument historique seit 2003

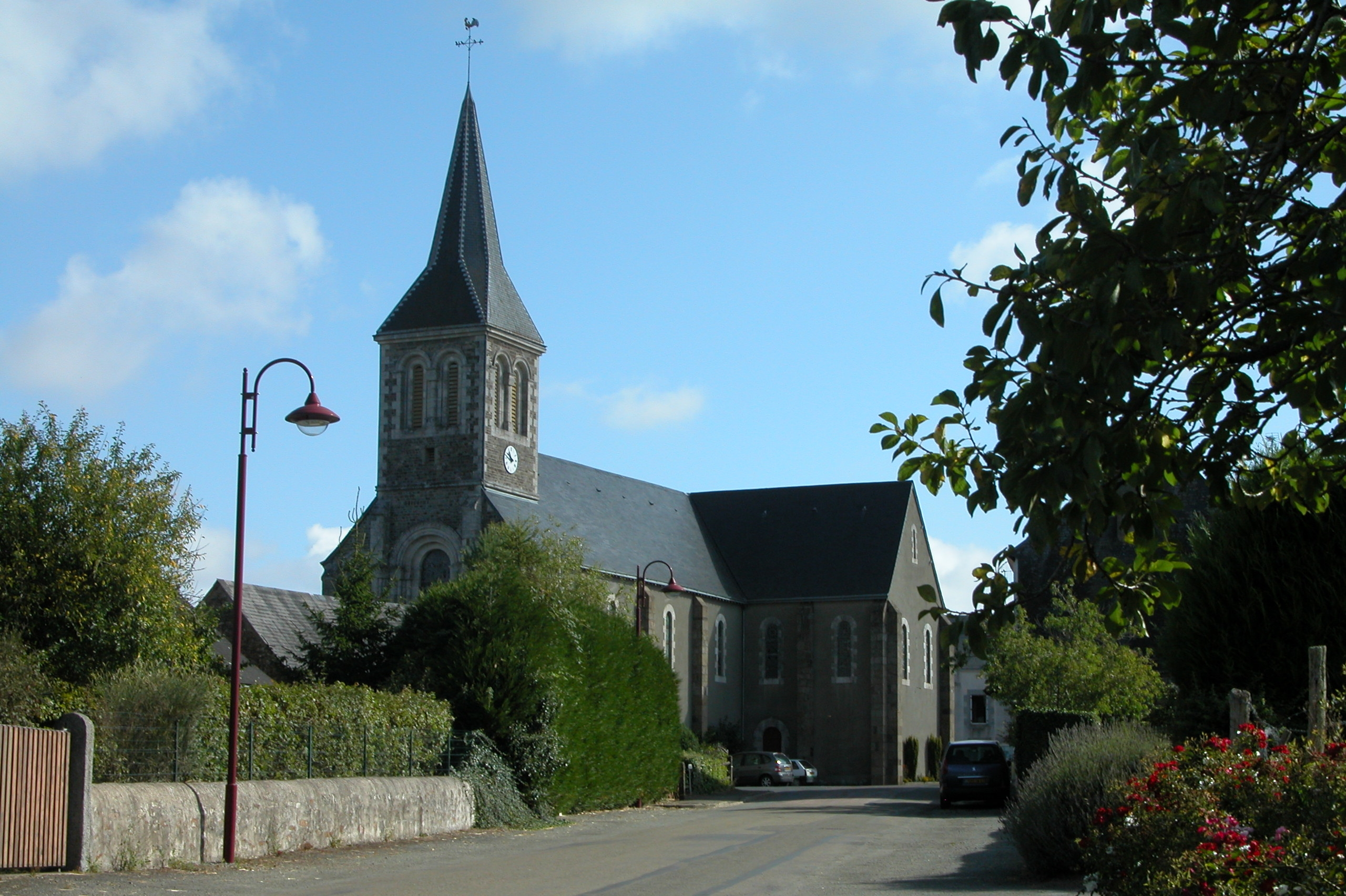
Kirche Saint-Germain